# 土場車站
土場車站，是一座位於臺灣宜蘭縣三星鄉的鐵路車站，屬行政院農業委員會林務局已廢止鐵路路線羅東森林鐵道，也是該路線的平地線起站。

## 沿革

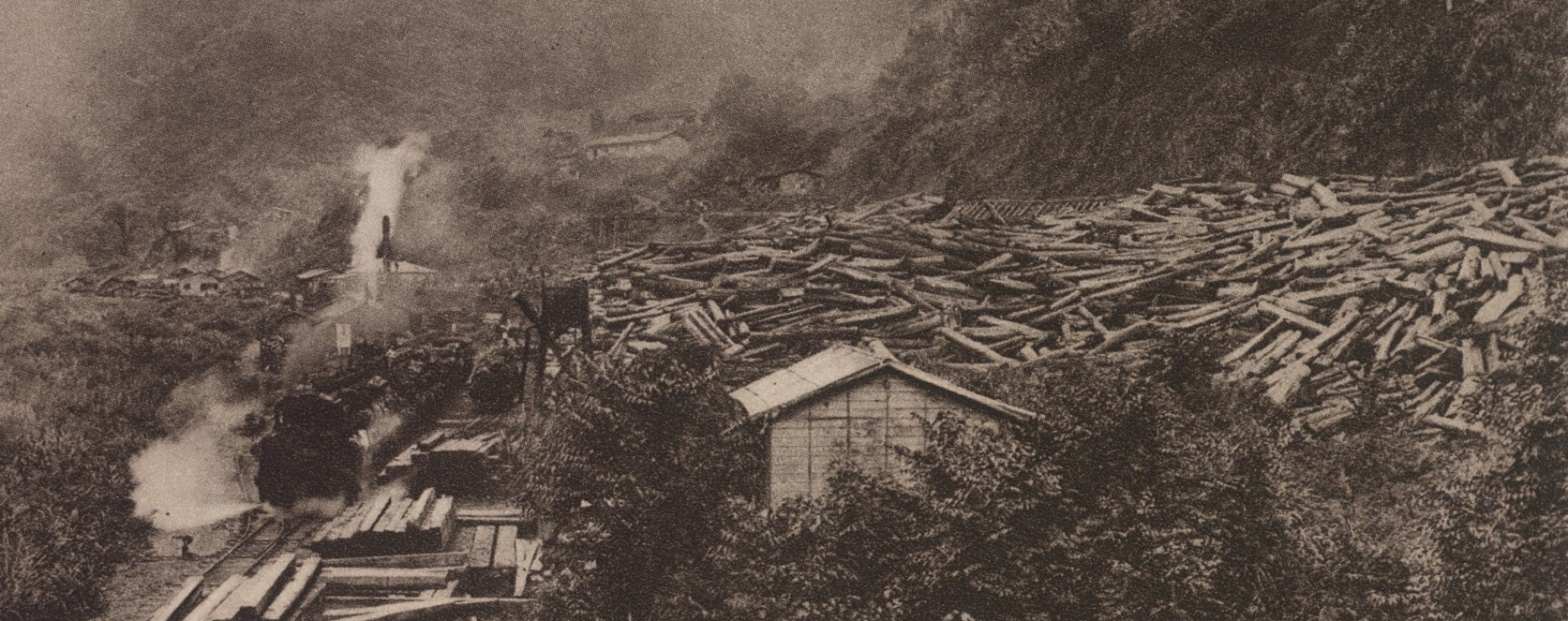
臺灣日治時期的土場車站與平山土場貯木場。

該車站最初作為運材山地線與平地線的轉運站使用。其中「土場」是日本語中的林業用語，意即木材聚集地或卸材場地。該車站也作為銜接太平山森林鐵路堀田式索道與鳩之澤鐵道等登山運輸系統的起點站使用。
當代，該車站所在區域為太平山國家森林遊樂區入口起點，原重建車站修建做為羅東林鐵歷史展示館，周遭區域設有一處林鐵列車頂棚展示場，並以戶外形式展示羅東林鐵1號蒸汽機車、運材車與羅東林鐵客乙型5號車、以及兩輛中華號DPC客車廂。該車站站舍過去曾作為售票處使用，至今閒置中，並未對外開放。車站旁設有一處派出所建築，現已停用。

## 歷史
- 1903年（明治36年）：當時的宜蘭廳長西鄉菊次郎集資私設軌道，於九芎湖一帶開業。
- 1914年（大正3年）：私設軌道脫落哩沙車站開幕。
- 1920年（大正9年）1月6日：借用台南糖廠路線（天送埤以東）的軌道開始運輸。
- 1921年（大正10年）：天送埤以西的軌道正式開通。[7][8]
- 1924年（大正13年）1月27日：延伸至竹林的軌道正式開通，羅東森林鐵路開通。
- 1926年（大正15年）5月18日：由於開始辦理客運業務，設立車站。
- 1978年：由於颱風影響，天送埤車站至本站的路段中斷。
- 1979年8月1日：廢站。

## 另見
- 太平山林場
- 鳩之澤溫泉
- 翠峰湖

## 外部連結
宜蘭縣史館 宜蘭人文知識數位資料庫
- 太平山土場驛木材運送狀況 （1933年）
- 土場驛の積込狀況 （1937年）
- 土場驛に於ける運材車 （1937年）